# Hrdina naší doby
Hrdina naší doby (1838–1840, Герой нашего времени) je román ruského romantického básníka, prozaika a dramatika Michaila Jurjeviče Lermontova (1814–1841) líčící životní a citová dobrodružství cynického bohéma Grigorije Alexandroviče Pečorina, v němž kladné city ubila prázdnota života tehdejšího Ruska a který může své nadání projevit jen v tom, že svými činy lidem škodí a celým svým životem se stává pro společnost neužitečným. Lermontov tak navázal na Puškinova Evžena Oněgina a stal se spoluzakladatelem linie zobrazování tzv. zbytečného člověka, táhnoucí se ruskou literaturou od počátku 19. století.

## Charakteristika Pečorina
V zobrazení svého hrdiny Lermontov naprosto dokonale vystihl realitu své doby, kdy mladí bohatí lidé nevěděli co s životem, připadali si zbyteční, znudění světem pozlátka. Proto byla kniha ve své době velmi špatně přijímána, protože car i tehdejší kritika viděli v Hrdinovi naší doby především výsměch, neboť hrdina byl v Rusku tradičně pojímán jako bohatýr, zatímco Pečorin je jen znuděný floutek, který se odmítá podobat normálnímu člověku. Je to nadaný aristokrat bez jasného životního cíle, o němž sám autor uvedl, že v něm chtěl vykreslit současného člověka, „jak ho chápe a jak ho příliš často potkával“.
Pečorin se cítí být povznesen nad okolní svět, ale zároveň také zbaven všech závazků ke společnosti. Odmítá dělat běžnou kariéru, a z vlastního rozhodnutí se tak stává společenským vyděděncem. Marně hledá smysl své existence, štěstí nenachází ani v lásce, ani v přátelství. Zaujat jen sebou, zabývá se vlastním nitrem a opovrhuje vším a všemi. Je velmi inteligentní a vzdělaný, o čemž sám ví, což jej činí nadmíru arogantním. Svým vzděláním ale na druhou stranu pohrdá, protože se mu jeví jako zbytečné. Dokáže manipulovat s lidmi a především se ženami. Chová se odměřeně, a vše ho po chvíli přestane bavit, neboť i nevšední věci pro něho za čas zevšední. Snaží se najít lásku, přátele a v neposlední řadě i sama sebe, avšak v souladu se svou povahou bez úspěchu. Tento typ hrdiny, který je velmi typický pro romantismus (obzvláště pak ruský), se nazývá zbytečný člověk.

## Struktura románu
Román je rozdělen do dvou částí a tvoří jej v podstatě pět relativně nezávislých novel, odehrávajících se v mondénních Kavkazských lázních uprostřed vysoké vojenské i civilní společnosti, ale také v pašeráckých chatrčích a v zapadlých koutech hor. V knize nejdou chronologicky za sebou, ale v tomto pořadí:
- První část:
  - Bela (1838, Бэла)
  - Maxim Maximyč (1840, Максим Максимыч),
  - Pečorinův deník (Журнал Печорина):
    - Tamaň (1840, Тамань)
- Druhá část:
  - Dokončení Pečorinova deníku (Окончание журнала Печорина):
    - Komtesa Mary (1840, Княжна Мери)
    - Fatalista (1839, Фаталист).

Chronologické uspořádání novel je následující:
- Tamaň,
- Komtesa Mary,
- Fatalista,
- Bela,
- Maxim Maximič.

## Obsah románu

### Bela
Celá kniha začíná cestou autora do Stavropolu na Kavkaze. Na této cestě autor potkává staršího štábního kapitána Maxima Maximyče, sloužícího zde již mnoho let. Oba jedou stejným směrem a v průběhu cestování nehostinným krajem se spřátelí. Maximič pak po večerech autora baví vyprávěním o svém příteli Grigoriji Alexandroviči Pečorinovi. Ten sloužil stejně jako autor na Kavkaze jako důstojník, a to v pevnosti zvané Kamenný Brod. Na svatbě starší dcery jednoho čerkeského knížete se Pečorinovi zalíbila mladší nevěstina sestra Bela. Aby získal pomoc jejího patnáctiletého bratra Azmata, ukradl pro něj veliteli místních zbojníků Čerkesu Kazbiči za cenu velikého nebezpečí nejlepšího koně v okolí. Azamat mu pak na oplátku pomohl Belu unést. Dlouho trvalo, než si Pečorin ve všech ohledech vynikající mladou ženu naklonil. Poté ho však stejně jako všechno v životě omrzela, přestala ho bavit a stala se pro něj jen nevítanou přítěží. Protože svou nudu zaháněl lovem, strádající Bela často vycházela na procházku za valy pevnosti, kde s Pečorinem žila. Toho využil Kazbič, který se chtěl pomstít za krádež koně, a unesl ji. Pečorin s Maximičem jej pronásledovali, a když nelítostný a krutý zbojník zjistil, že má horšího koně a že nemůže s Belou uniknout, alespoň jí těžce zranil a sám utekl. Během dvou dnů pak Bela zemřela a Pečorin za pár měsíců odjel z pevnosti někam jinam. Když kapitán dokončil svůj příběh, oddělil se od autora a každý jel svou vlastní cestou.

### Maxim Maximič
Autor a kapitán Maxim Maximič se po krátké době opět setkali v hostinci ve Vladikavkazu. Ještě tentýž den dorazil do města také Pečorin. Maximyč samou radostí ani nespal a celý večer se na Pečorina těšil, neboť jej považoval za svého přítele. Jejich setkání druhého dne však neproběhlo podle kapitánových představ. Pečorin jej přijal chladně a neobtěžoval se kvůli němu setrvat ve městě ani na kus řeči. Maximič byl pln hněvu a lístosti. Náhodou se před autorem zmínil o deníku, který si u něho Pečorin zapomněl a který po celou dobu své služby vozil s sebou, aby jej mohl Pečorinovi vrátit. Protože zjistil, že deník Pečorina již nezajímá, věnoval jej autorovi, který z něj vybral tři příhody pro další vypravování.

### Tamaň
První část Pečorinova deníku se nazývá podle přímořského města Tamaň, kde Pečorin strávil nějakou dobu a kde se ho pokusila mladá dívka utopit, protože přišel na její tajemství, že se v noci vydává s jedním slepým chlapcem k moři, kde oba čekají na člun, ve kterém její milenec převáží nějaký náklad. Díky své zvědavosti tak Pečorin narušil jejich život. Dívka nakonec Pečorina alespoň okradla a s podloudníkem utekla, přičemž slepého chlapce zanechala jeho osudu.

### Komtesa Mary
Druhá část deníku se odehrává v kavkazských lázeňských městech Pjatigorsk a Kislovodsk v tzv. lepší společnosti. Protože se Pečorinovi zdá život prázdný a bezobsažný, snaží se jej osvěžit experimenty. Proto nejprve podněcuje lásku svého přítele Grušnického ke komtese Mary a pak se ji snaží získat sám, ačkoliv ji nemiluje. To nakonec vede k souboji, ve kterém Pečorin Grušnického zastřelí. V Kislovodsku se pak Pečorin setkává se svou dávnou láskou Věrou, kterou navždy ztrácí, když pozdě zjišťuje, že ji také miluje. Pečorin je přeložen do pevnosti Kamenný Brod.

### Fatalista
Kniha končí příběhem Pečorina a důstojníka Vuliče. Pečorin uzavřel s Vuličem sázku, že toho dne zemře, protože to má vepsáno ve tváři. Vulič vzal pistoli, namířil si jí na čelo a stiskl spoušť. Zbraň nevystřelila, ale náboje v ní byly, jak se hned vzápětí ukázalo. Vulič tedy vyhrál a byl přesvědčen, že dnes zemřít nemá. Pečorin přesto trval na svém, že v jeho obličeji viděl smrt. Nakonec Vuliče zabil opilý kozák, který ho rozsekl šavlí. Nyní se děj prolne se začátkem knihy, kdy Pečorin po návratu do pevnosti vše vypráví Maximu Maximyči.

## Filmové adaptace
- Komtesa Mary (1926, Княжна Мери), Sovětský svaz, režie Vladimír Barskij, němý film,
- Bela (1927, Бэла), Sovětský svaz, režie Vladimír Barskij, němý film,
- Maxim Maximyč (1927, Максим Максимыч), Sovětský svaz, režie Vladimír Barskij, němý film,
- Komtesa Mary (1955, Княжна Мери), Sovětský svaz, režie Isidor Anněnskij,
- Hrdina naší doby (1965, Герой нашего времени), Sovětský svaz, režie Stanislav Rostockij,
- Bela (1966, Бэла), Sovětský svaz, režie Stanislav Rostockij,
- Maxim Maximyč (1966, Максим Максимыч), Sovětský svaz, režie Stanislav Rostockij,
- Hrdina naší doby (1985, A Hero of our Time), USA, režie Michael Almereyda,
- Hrdina naší doby (2006, Герой нашего времени), Rusko, režie Alexander Kott.

## Česká vydání
- Hrdina naší doby, Jan Otto, Praha 1879, přeložil Jan Žebro, znovu 1915.
- Bela, Zdeněk V. Tobolka, Praha 1893, přeložil Zdeněk V. Tobolka,
- Hrdina naší doby, Jan Otto, Praha 1911, přeložil Čestmír Stehlík, znovu 1925.
- Fatalista, Josef R. Vilímek, Praha 1912, přeložil Vladimír Feršman,
- Dvojí dobrodružství, E. Šolc, Praha 1916, přeložil Stanislav Minařík, obsahuje Tamaň a Fatalista,
- Dobrodružství Grigorije Alexandroviče Pečorina, Melantrich, Praha 1941, přeložili Ivan Hálek a Bohuslav Ilek,
- Výbor z díla II., Svoboda, Praha 1951, obsahuje mimo jiné i román Hrdina naší doby, který přeložili Ivan Hálek a Bohuslav Ilek,
- Hrdina naší doby, Mladá fronta, Praha 1955, přeložili Bohuslav Ilek a Zdenka Bergrová, znovu SNKLU, Praha 1966 a Odeon, Praha 1983,
- Deset ruských novel 19. století, Československý spisovatel, Praha 1960, obsahuje mimo jiné také Tamaň (překlad Bohuslav Ilek).